# 353 (szám)
A 353 (római számmal: CCCLIII) egy természetes szám, prímszám.

## A szám a matematikában
A tízes számrendszerbeli 353-as a kettes számrendszerben 101100001, a nyolcas számrendszerben 541, a tizenhatos számrendszerben 161 alakban írható fel.
A 353 páratlan szám, prímszám. Normálalakban a 3,53 · 102 szorzattal írható fel.
Proth-prím, azaz k · 2ⁿ + 1 alakú prímszám.
A 353 négyzete 124 609, köbe 43 986 977, négyzetgyöke 18,78829, köbgyöke 7,06738, reciproka 0,0028329. A 353 egység sugarú kör kerülete 2217,96441 egység, területe 391 470,71897 területegység; a 353 egység sugarú gömb térfogata 184 252 218,4 térfogategység.